# جانگو راینهارت
ژان باتیست راینهارت (۱۹۱۰–۱۹۵۳) معروف به جانگو راینهارت (Django Reinhardt) نوازنده گیتار جاز کولیتبار بلژیکی بود. وی از نخستین نوازندگان اروپائی موسیقی جاز و یکی از مهم‌ترین نوازندگان گیتار جاز بود.
یک چارچوب نرم‌افزاری تحت وب آزاد و متن‌باز با نام جنگو از نام وی گرفته شده است.
راینهارت با ویولونیست استفان گراپلی، در سال ۱۹۳۴ باشگاه کوینت دو هات فرانسه مستقر در پاریس را تشکیل داد. این گروه جزو اولین کسانی بود که جاز را که گیتار را به عنوان ساز اصلی می‌نواخت. راینهارت در فرانسه به همراه بسیاری از نوازندگان آمریکایی از جمله کلمن هاوکینز و بنی کارتر ضبط کرد و در سال ۱۹۴۶ به همراه ارکستر دوک الینگتون به مدت کوتاهی در ایالات متحده تور کرد. او در سال ۱۹۵۳ در سن ۴۳ سالگی به‌طور ناگهانی بر اثر سکته درگذشت. محبوب‌ترین آهنگ‌های راینهارت به استانداردهای جاز کولی تبدیل شده‌اند، از جمله «Swing Minor", "Daphne", "Belleville", "Djangology", "Swing 42»، و «Nuages». فرانک ویگنولا، گیتاریست جاز، می‌گوید که تقریباً هر نوازنده بزرگ موسیقی محبوب در جهان تحت تأثیر راینهارت قرار گرفته است. در طول چند دهه گذشته، جشنواره‌های سالانه جنگو در سراسر اروپا و ایالات متحده برگزار شده است و زندگی‌نامه ای در مورد زندگی او نوشته شده است. در فوریه ۲۰۱۷، جشنواره بین‌المللی فیلم برلین اولین نمایش جهانی فیلم فرانسوی جنگو را برگزار کرد.

## زندگی
راینهارت در ۲۳ ژانویه ۱۹۱۰ در لیبرچی، پونت-آ-سل، بلژیک، در یک خانواده فرانسوی/بلژیکی با تبار رومی منوچه به دنیا آمد. پدر فرانسوی، آلزاسیایی او، ژان اوژن وایس، که با همسرش در پاریس اقامت داشت، با نام خانوادگی همسرش، ژان باپتیست راینهارت، برای اجتناب از سربازی اجباری فرانسوی انتخاب شد. مادرش، لارنس راینهارت، رقصنده بود. شناسنامه به «ژان راینهارت، پسر ژان باپتیست راینهارت، هنرمند، و لارنس راینهارت، خانه‌دار، مقیم پاریس» اشاره دارد. تعدادی از نویسندگان این ادعا را تکرار کرده‌اند که نام مستعار راینهارت، جنگو، رومی به معنای «من بیدارم» است. با این حال، ممکن است به سادگی یک نسخه کوچک یا محلی والونی از «ژان» باشد. راینهارت بیشتر دوران جوانی خود را در اردوگاه‌های رومی نزدیک پاریس گذراند و در آنجا نواختن ویولن، بانجو و گیتار را آغاز کرد. او در دزدی جوجه‌ها مهارت پیدا کرد. یک عکس باقی مانده این گروه از جمله پدرش را با پیانو نشان می‌دهد. راینهارت در سنین پایین جذب موسیقی شد و ابتدا ویولن می‌نواخت. در ۱۲ سالگی یک بانجو-گیتار هدیه گرفت. او به سرعت نواختن را به خود آموزش داد و از انگشتان نوازندگانی که تماشا می‌کرد تقلید می‌کرد، از جمله نوازندگان خوش‌حساب آن روز مانند ژان «پولت» کاسترو و اوت «گوستی» ماله، و همچنین از عمویش گویلیگو که ویولن می‌نواخت. راینهارت در سن ۱۵ سالگی توانست با نواختن موسیقی امرار معاش کند و در کافه‌ها و اغلب با برادرش جوزف رفت و آمد می‌کرد. در این زمان، او نواختن جاز را شروع نکرده بود، اگرچه احتمالاً نسخه جاز را که توسط گروه‌های موسیقی خارجی آمریکایی مانند بیلی آرنولد می‌نواختند، شنیده بود و شیفته آن شده بود. او تحصیلات رسمی کمی دریافت کرد و مقدمات سواد را فقط در بزرگسالی به دست آورد.

### ازدواج و جراحت
راینهارت در سن ۱۷ سالگی با فلورین «بلا» مایر، دختری از همان محله رومی‌ها ازدواج کرد (اگرچه طبق قانون فرانسه ازدواج رسمی نیست). در این ضبط‌های ضبط شده در سال ۱۹۲۸، راینهارت «بانجو» (در واقع بانجو-گیتار) را همراه با نوازندگان آکاردئونی، موریس الکساندر، ژان واساده و ویکتور مارسو و خواننده موریس شومل می‌نوازد. نام او اکنون توجه بین‌المللی را به خود جلب کرده بود، مانند رهبر گروه بریتانیایی جک هیلتون، که فقط برای شنیدن نوازندگی او به فرانسه آمد. با این حال، قبل از اینکه او فرصتی برای شروع با گروه داشته باشد، راینهارت نزدیک بود بمیرد. در شب ۲ نوامبر ۱۹۲۸، راینهارت در واگنی که او و همسرش در کاروان مشترک داشتند به رختخواب می‌رفت. او یک شمع را کوبید که باعث شعله‌ور شدن سلولوئید بسیار قابل اشتعال شد که همسرش برای ساخت گل‌های مصنوعی از آن استفاده می‌کرد. واگن به سرعت در آتش سوخت. این زوج فرار کردند، اما راینهارت در نیمی از بدنش دچار سوختگی شدید شد. در طول ۱۸ ماه بستری شدن او در بیمارستان، پزشکان قطع پای راست او را که به شدت آسیب دیده بود توصیه کردند. راینهارت از جراحی امتناع کرد و در نهایت توانست با کمک عصا راه برود. مهم‌تر برای موسیقی او، انگشت چهارم (انگشت حلقه) و انگشت پنجم (کوچک) دست چپ راینهارت به شدت سوخت. دکترها بر این باور بودند که او دیگر هرگز گیتار نخواهد زد. استفاده از یک گیتار آکوستیک شش سیم جدید که توسط برادرش جوزف راینهارت که او نیز یک گیتاریست ماهر بود برای او خرید. در حالی که او هرگز استفاده از آن دو انگشت را به دست نیاورد، راینهارت با تمرکز بر انگشت اشاره چپ و انگشت میانی خود، مهارت موسیقی خود را بازیافت و از دو انگشت آسیب دیده فقط برای کار با آکورد استفاده کرد. در عرض یک سال پس از آتش‌سوزی، در سال ۱۹۲۹، بلا مایر پسر خود، هنری «لوسون» راینهارت را به دنیا آورد. اندکی بعد، این زوج از هم جدا شدند. پسر در نهایت نام خانوادگی شوهر جدید مادرش را گرفت. به عنوان Lousson Baumgartner، پسر خود به یک موسیقیدان ماهر تبدیل شد که به همراه پدر بیولوژیکی خود ضبط کرد.

### کشف موسیقی جاز
راینهارت پس از جدایی از همسر و پسرش، به سرتاسر فرانسه سفر کرد و گهگاه برای نواختن موسیقی در کلوپ‌های کوچک مشغول به کار شد. او هیچ هدف خاصی نداشت، زندگی دست به دهان می‌کرد و درآمدهایش را به همان سرعتی که به دست می‌آورد خرج می‌کرد. او با نام مستعار «ناگوین» یک پسر عموی دور بود. در سال‌های پس از آتش‌سوزی، راینهارت مشغول بازسازی و آزمایش گیتاری بود که برادرش به او داده بود. او پس از نواختن طیف وسیعی از موسیقی، توسط یکی از آشنایانش، امیل ساویتری، با موسیقی جاز آمریکا آشنا شد، که مجموعه رکوردهای او شامل مشاهیر موسیقی مانند لوئیس آرمسترانگ، دوک الینگتون، جو ونوتی، ادی لانگ و لونی جانسون بود. (صدای نوسانی ویولن جاز ونوتی و نوازندگی عالی گیتار ادی لانگ، صدای معروف تر گروه بعدی راینهارت و گراپلی را پیش‌بینی می‌کرد) شنیدن موسیقی آن‌ها در راینهارت باعث ایجاد چشم‌انداز و هدف تبدیل شدن به یک حرفه ای جاز شد. راینهارت در حالی که علاقه خود را به جاز توسعه می‌داد، با استفان گراپلی، ویولونیست جوانی با علایق موسیقایی مشابه آشنا شد. در سال ۱۹۲۸، گراپلی عضو ارکستر هتل سفیر بود در حالی که رهبر گروه پل وایتمن و جو ونوتی در آنجا اجرا می‌کردند. در اوایل سال ۱۹۳۴، راینهارت و گراپلی هر دو اعضای گروه لوئیس ولا بودند.

### تشکیل گروه پنج‌گانه
از سال ۱۹۳۴ تا آغاز جنگ جهانی دوم در سال ۱۹۳۹، راینهارت و گراپلی به عنوان تک نوازان اصلی گروه پنج نفری تازه تأسیس خود، Quintette du Hot Club de France، در پاریس با هم کار کردند. این گروه به موفق‌ترین و مبتکرترین گروه جاز اروپا در آن دوره تبدیل شد. برادر راینهارت، جوزف و راجر چاپوت نیز گیتار می‌نواختند، و لویی ولا نوازنده باس بود. در پاریس در ۱۴ مارس ۱۹۳۳، راینهارت هر کدام دو قطعه از "Parce que je vous aime" و "Si, j'aime Suzy" را ضبط کرد. او از سه نوازنده گیتار همراه با یک لید آکاردئون، ویولن و باس استفاده کرد. در اوت ۱۹۳۴، او ضبط‌های دیگری را با بیش از یک گیتار (جوزف راینهارت، راجر چاپوت، و راینهارت) انجام داد، از جمله اولین صدای ضبط شده توسط Quintette. در هر دو سال اکثر ضبط‌های آن‌ها دارای طیف گسترده‌ای از هورن‌ها بود، اغلب به صورت چندتایی، پیانو، و سازهای دیگر، اما سازهای تمام زهی همانی است که اغلب توسط شبیه‌سازان صدای Hot Club استفاده می‌شود. دکا رکوردز در ایالات متحده سه آهنگ کوئینتت را با راینهارت روی گیتار منتشر کرد، و یکی دیگر را که به «استفان گرپلی و هات ۴ با جانگو راینهارت» در سال ۱۹۳۵ نسبت داده شده است. راینهارت همچنین با بسیاری از نوازندگان جاز آمریکایی مانند آدلاید هال، کلمن هاوکینز، بنی کارتر و رکس استوارت (که بعداً در پاریس ماند) نواخت و ضبط کرد. او در یک جلسه جم و اجرای رادیویی با لوئیس آرمسترانگ شرکت کرد. بعدها در دوران حرفه ای خود، راینهارت با دیزی گیلسپی در فرانسه بازی کرد. همچنین در همسایگی سالن هنری R-26 قرار داشت که راینهارت و گراپلی به‌طور منظم در آن به اجرای برنامه می‌پرداختند. در سال ۱۹۳۸، گروه پنج نفری راینهارت در یک نمایش تمام ستاره که در سالن ایالت کیلبرن لندن برگزار شد، برای هزاران نفر بازی کردند. هنگامی که مجموعه آنها به پایان رسید، کانتور از جای خود بلند شد، سپس روی صحنه رفت و دست راینهارت را بوسید، بدون نگرانی برای تماشاگران.

### جنگِ بین‌المللِ دوّم
هنگامی که جنگ جهانی دوم آغاز شد، گروه پنج نفری اصلی در یک تور در بریتانیا بودند. راینهارت فوراً به پاریس بازگشت، همسرش را در بریتانیا ترک کرد. گراپلی در طول مدت جنگ در بریتانیا ماند. راینهارت دوباره گروه پنج نفری را تشکیل داد و هوبرت روستینگ با کلارینت جایگزین گراپلی شد. در حالی که او سعی می‌کرد به موسیقی خود ادامه دهد، جنگ با نازی‌ها راینهارت را با یک مانع بالقوه فاجعه بار روبرو کرد، زیرا او یک موسیقی دان جاز رومی بود. از آغاز سال ۱۹۳۳، همه رومی‌های آلمانی از زندگی در شهرها منع شدند، در اردوگاه‌های اسکان جمع شدند و به‌طور معمول عقیم شدند. مردان رومی ملزم به پوشیدن مثلث قهوه‌ای رنگ کولی بودند که روی سینه‌شان دوخته شده بود، شبیه مثلث صورتی که همجنس‌گرایان می‌پوشیدند، و بسیار شبیه ستاره زرد داوود که یهودیان مجبور بودند متعاقباً بپوشند. در طول جنگ، رومی‌ها به‌طور سیستماتیک در اردوگاه‌های کار اجباری کشته می‌شدند. در فرانسه، آنها به عنوان برده در مزارع و کارخانه‌ها استفاده می‌شدند. کشته شده. هیتلر و جوزف گوبلز به جاز به عنوان ضد فرهنگ غیر آلمانی نگاه می‌کردند. با این وجود، گوبلز از ممنوعیت کامل موسیقی جاز که اکنون طرفداران زیادی در آلمان و جاهای دیگر داشت، متوقف شد. به گفته نویسنده اندی فرای، موسیقی جاز در فرانسه اشغالی بسیار کمتر سختگیرانه بود، زیرا موسیقی جاز اغلب در رادیو فرانسه، ایستگاه رسمی ویشی فرانسه و رادیو پاریس، که توسط آلمانی‌ها کنترل می‌شد، پخش می‌شد. نسل جدیدی از علاقه مندان به جاز فرانسوی به نام زازوها به وجود آمدند و در رده‌های Hot Club افزایش یافتند. آغاز جنگ، کار بیشتری برای موسیقیدانان فرانسوی باقی گذاشت. راینهارت در آن زمان مشهورترین نوازنده جاز در اروپا بود که در سال‌های اولیه جنگ به‌طور پیوسته کار می‌کرد و پول زیادی به دست می‌آورد، اما همیشه در معرض تهدید بود. راینهارت افق‌های موسیقی خود را در این دوره گسترش داد. با استفاده از یک سیستم تقویت اولیه، او قادر بود بیشتر در قالب‌های بیگ باند، در گروه‌های بزرگ با بخش‌های شاخ کار کند. او همچنین آهنگسازی کلاسیک را تجربه کرد و یک ماس برای کولی‌ها و یک سمفونی نوشت. از آنجایی که راینهارت موسیقی نمی‌خواند، با یک دستیار کار می‌کرد تا آنچه را که بداهه نوازی می‌کرد، یادداشت کند. قطعه مدرنیستی او "Rythme Futur" نیز برای نازی‌ها قابل قبول بود. در سال ۱۹۴۳، راینهارت با شریک طولانی مدت خود سوفی "ناگوین" زیگلر در سالبریس ازدواج کرد. آنها پسری به نام بابیک راینهارت داشتند که گیتاریست معتبری شد. در سال ۱۹۴۳ موج جنگ علیه آلمان‌ها تغییر کرد و اوضاع در پاریس تاریک شد. جیره‌بندی شدید وجود داشت و اعضای حلقه راینهارت توسط نازی‌ها دستگیر می‌شدند یا به مقاومت می‌پیوندند. اولین تلاش راینهارت برای فرار از فرانسه اشغالی منجر به دستگیری شد. خوشبختانه برای او، یک آلمانی عاشق جاز، افسر لوفت وافه، دیتریش شولز-کوهن، به او اجازه داد به پاریس بازگردد. راینهارت چند روز بعد تلاش دوم را انجام داد، اما در نیمه‌های شب توسط مرزبانان سوئیسی متوقف شد و او را مجبور کردند دوباره به پاریس بازگردد.